# Maxent
Maxent é uma comuna francesa na região administrativa da Bretanha, no departamento Ille-et-Vilaine. Estende-se por uma área de 39,2 km². Em 2010 a comuna tinha 1 481 habitantes (densidade: 37,8 hab./km²).